# Полтавське духовне училище
Полтавське духовне училище — духовне училище для підготовки служителів культу нижчого рангу для Полтавської єпархії. Засноване 1818 року. Знаходилося по вулиці Колонійській № 19 (тепер вулиця Сковороди № 18).
Спочатку містилося у двох будинках біля Полтавського Хрестовоздвиженського монастиря. У 1871 року у поміщика Башкирцева і німецьких колоністів Шиклера та Бенке було придбано ділянку, на якій у 1875–1876 рр. інженером І. І. Федоровим споруджено для училища будинок.

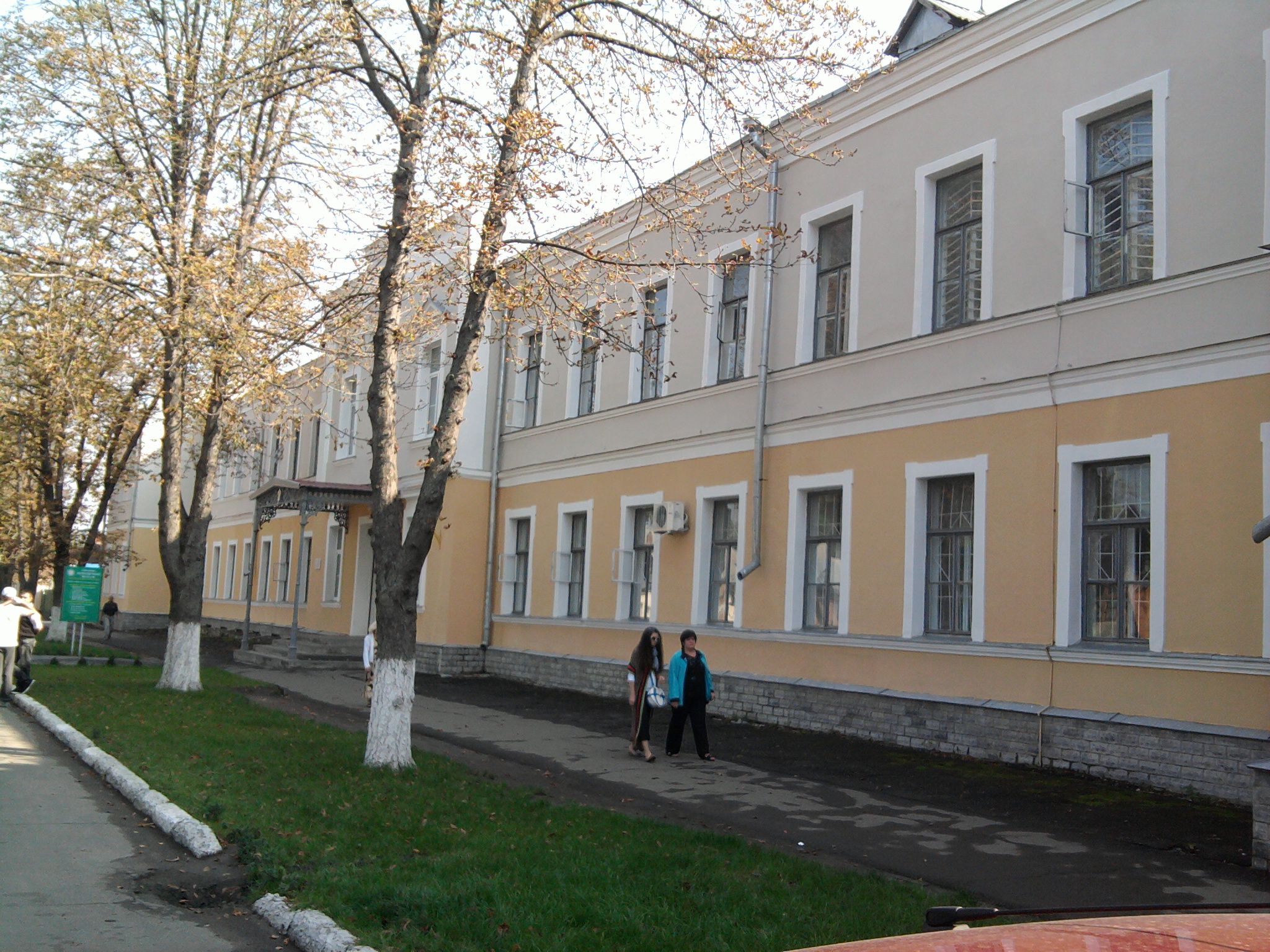
Будинок колишнього Полтавського духовного училища.

З 1820 до 1854 складалося з двох училищ: парафіяльного (підготовчого) та повітового, якими здійснював керівництво ректор та інспектор. У 1876 році кількість учнів — 227. З 1876 до 1901 до училища поступило 1265 духовних та 315 світських дітей. Кількість учнів досягала 306 (1899 року), кількість викладачів з адміністрацією — 17 чоловік (1916 року).
Викладалися, крім спеціальних предметів, і загальноосвітні: російська, латинська і грецька мови, російська історія, природознавство, географія, арифметика, співи. Діяло до 1918 року. У будинку колишнього училищу (вулиця Сковороди № 18) тепер знаходиться Полтавський аграрний коледж аграрної академії.

## Учні
В училищі навчалися:
- Володимир Базилевський
- Костянтин Воблий
- Василь Королів-Старий
- Симон Петлюра
- Орест Левицький
- Іван Рудичів
- Сергій Слухаєвський
- Анатолій Стришинський

Після закінчення закладу більшість учнів продовжували навчання у семінарії.